# Izabela Chamczyk
Izabela Chamczyk (ur. w 1980 w Częstochowie) – polska artystka, malarka, performerka i wideoartystka.

## Życiorys
Ukończyła z wyróżnieniem malarstwo na Akademii Sztuk Pięknych we Wrocławiu w 2009, studiowała również na ASP w Poznaniu w pracowni Dominika Lejmana. Jest trzykrotną stypendystką MKiDN – Młoda Polska, Narodowego Centrum Kultury w 2010 roku, Ministra Kultury i Dziedzictwa Narodowego w 2015 roku, Stypendium Ministra Kultury i Dziedzictwa Narodowego – Kultura w sieci w 2020 roku. Jest także finalistką konkursu „Artystyczna Podróż Hestii”, konkursu Fundacji Vordemberge – Gildewart w MOCAK’u, Biennale malarstwa Bielska Jesień, konkursu im. E. Gepperta we Wrocławiu oraz Triennale Młodych w Orońsku.
Ma za sobą wiele wystaw i działań indywidualnych oraz zbiorowych w takich miejscach jak m.in. Galeria SCC w Isfahanie (Iran), Musrara festiwal (Izrael), Miejsce Projektów Zachęty Warszawa, Muzeum Sztuki Nowoczesnej w Warszawie, Fundacji Gierowskiego w Warszawie, Galerii Entropia we Wrocławiu, Galerii Biała czy Galerii Labirynt w Lublinie, GSW w Opolu, BWA w Zielonej Górze, CSW w Toruniu, Mosart w Gorzowie Wlkp., Festiwal Sztuki Efemerycznej Konteksty w Sokołowsku, festiwal ERARTA w Sankt Petersburgu (Rosja).
Jej prace znajdują się w wielu kolekcjach: PKO S.A., Andel’s Hotel, Ergo Hestia, CSW Toruń, Dolnośląska Zachęta Wrocław, Archiwum Performensu Muzeum Sztuki Nowoczesnej w Warszawie oraz wielu kolekcjach prywatnych w Polsce i za granicą.

## Twórczość

### Wystawy i działania indywidualne
- 2010 – To już zostało nazwane: wystawa malarstwa, BWA Zielona Góra[6].
- 2010 – Kochaj mnie!, wystawa malarstwa wraz z akcją Art atak, Galeria Arttrakt Wrocław.
- 2010 – Nazwij to jak chcesz, Zawsze chciałam to zrobić (performance), Galeria Entropia, Wrocław[7].
- 2011 – Do twarzy mi w niebieskim, Galeria Entropia, Wrocław[8].
- 2012 – Stany skupienia, Galeria Entropia Wrocław[9].
- 2015 – Psychoanimalia, projekt Stypendialny MKiDN we współpracy z Agnieszką Obszańską i Renatą Iwaniec, Galeria Atelier Wro, WRO ART CENTER, Wrocław[10].
- 2016 – Synergia, performance w Noc Muzeów w Galerii Supermarket Sztuki, Warszawa.
- 2016 – Malarstwo jako choroba, Galeria Supermarket Sztuki, Warszawa.
- 2018 – Bezdech, Galeria Scena, Koszalin[11][12].
- 2018 – Sensation, Pawilon Sztuki Ergo Hestia, Warszawa[2].

- 2018 – Abstrakcja jest Kobietą, wystawa z Natalią Załuską, Instytut Polski Düsseldorf, Niemcy[13].
- 2019 – Coś tu nie GRA, performance, BWA Jelenia Góra[14].
- 2019 – Pneuma i performance Szczelina, Galeria Apteka Sztuki, Warszawa.
- 2020 – SERIOUSLY SALTY. Nowe materializacje, Galeria Entropia Wrocław[15].
- 2021 – Toxic, Galeria Foksal, Warszawa[16]; Mephobia (performance), XXIX Mały Festiwal Form Artystycznych 2021, Mała Galeria, Nowy Sącz[17].

### Wystawy zbiorowe
- 2008 – Sztuka po godzinach, Galeria Promocji Młodych Rondo, Łódź[18].
- 2011 – Wystawa 10go konkursu Gepperta, BWA Wrocław[19].
- 2011 – Trzysta milionów, Galeria Art New Media, Warszawa.
- 2011 – 6TM Triennale Młodych w Orońsku[20].
- 2011 – wystawa młodych artystów nominowanych do Nagrody Fundacji Vordemberge – Gildewart, MOCAK, Kraków[21].
- 2011 – Enter/Escape. Jak malarstwo kształtuje nowe przestrzenie?, Wystawa w ramach festiwalu INSPIRACJE w Szczecinie.
- 2013 – Małe jest wielkie, Galeria Propaganda, Warszawa[22].
- 2013 – Epidemic, CSW Toruń[23].
- 2014 – Biennale Mediations, wystawa Granice Globalizacji, wystawa projektu Polish Art Tomorrow, Poznań.
- 2014 – Długość cugli, wyznacza średnicę areny, Galeria Sztuki Współczesnej, Opole[24].
- 2015 – Malarki, Galeria Biała, Lublin[25].
- 2015 – Czysta formalność, Galeria Labirynt, Lublin[26].
- 2016 – Nowe Ilustracje, Galeria Arsenał, Białystok[27].
- 2017 – Co z tą abstrakcją, Fundacja Gierowskiego, Warszawa[28].
- 2019 – Tak było, performance na benefisie Józefa Robakowskiego, Muzeum Sztuki Nowoczesnej w Warszawie[29].
- 2019 – Musrara Mix Festival, performance, Jerozolima, Izrael[30].
- 2019 – Tylko zepsute zegary pokazują dokładny czas, Gdańska Galeria Miejska 2[31].
- 2020 – 60 Days of Lockdown, projekt online A4 Art Museum, Chiny[32]; OwnOurRoom, międzynarodowy projekt online; #LasRzeczy, wystawa online, Galeria Foksal, Warszawa[33]; „Poznań Jeżyce >> Warszawa Praga >>>>>>>>> Express” Galeria Sztuki Rozruch, Poznań oraz Galeria Le Guern, Warszawa; „Pierwsza Linia” Ośrodek Działań Artystycznych w Piotrkowie Trybunalskim; „Horyzont zdarzeń” w ramach Mediations Biennale Polska, wystawa towarzysząca Warsaw Gallery Weekend; „NEWCOMERS. Nowa kolekcja na nowe 100-lecie”, wystawa kolekcji PKO BP (w ramach Warsaw Gallery Weekend. Warszawa); „PRZESTRZEŃ ZAMKNIĘTA/OTWARTA” wystawa online, galeria ODA, Piotrków Trybunalski[34].
- 2021 – finał konkursu Kathmandu World Film Festival (KWFF), film „BRAK”; Tuchfühlung – stay in touch - APublicArtProject, Der Neue Gasteig HP 8 Gallery, Monachium, Niemcy; Hamar Performancefestival, Hamar, Norwegia; 7. Festival of naked forms, Praga, Czechy[35]; 17. MÓZG Festival – międzynarodowy festiwal muzyki współczesnej i sztuk wizualnych, Bydgoszcz[36]; Videofenster 2021 Festiwal Video w przestrzeni miejskiej, Kolonia, Niemcy; „Refugees Welcome”, wystawa towarzysząca aukcji dzieł sztuki, Muzeum Sztuki Nowoczesnej, Warszawa.
- 2022 – Festival del Cinema di Cefalù via cavour, Sycylia; 14. Manifesta, Prisztina, Kosowo[37]; Pandemic Dream (film), finał konkursu One Earth Award, Indie[38].

### Performance
Artystka nie boi się przekraczać granic komfortu odbiorców, często pobudza ich do działania, wywołuje różne emocje. Jedną z najbardziej znanych akcji Chamczyk jest performacne Art atak w Galerii Arttrakt we Wrocławiu 2010, gdzie artystka zamknęła ludzi w galerii, dopóki nie zakupią jednego z jej obrazów. Akcja odbiła się szerokim echem i była mocna komentowana, wzbudziła dużą dyskusję na temat rynku sztuki w Polsce.
Izabela Chamczyk działa również w internecie, gdzie prezentuje w czasach koronawirusa perfomance online.
- 2020 – Codzienność w koronie w cyklu #entropiawdomu, Galeria Entropia Wrocław[40][41].
- 2020 – Pierwszy performance z cyklu Codzienność pt. Początek końca, Galeria CSW Kronika, Bytom[42][43].
- 2020 – Drugi performance z cyklu Codzienność pt. Złoty środek, Galeria lokal_30, Warszawa[44].
- 2020 – Trzeci performance z cyklu Codzienność pt. Koniec końców, Galeria BWA Wrocław[45].

## Nagrody i wyróżnienia
- 2021 – finał międzynarodowego konkursu International Art Magazine i publikacja prac.
- 2020 – Stypendium Ministra Kultury i Dziedzictwa Narodowego – Kultura w sieci.
- 2015 – Stypendium z budżetu Ministra Kultury i Dziedzictwa Narodowego.
- 2015 – Nagroda na Biennale Bielska Jesień portalu Obieg.
- 2015 – Pierwsza nagroda Grand Prix w konkursie filmów jednominutowych One minute festiwal, w Gdańsku.
- 2014 – Nominacja i udział w E(rarta) Motion Pictures II, festiwalu krótkich filmów o malarstwie, Sankt Petersburg, Rosja.
- 2013 – Wyróżnienie honorowe na festiwalu In out w CSW Łaźnia w Gdańsku za film z akcji Art Atak.
- 2010 – Stypendium Ministra Kultury i Dziedzictwa Narodowego Młoda Polska.
- 2009 – Wyróżnienie i order za najlepszą pracę dyplomową na kierunku malarstwo, ASP we Wrocławiu.
- 2009 – Stypendium czasopisma Artluk dla Młodego Twórcy.